# Souad Abderrahim
Pour les articles homonymes, voir Abderrahim.
Souad Abderrahim (arabe : سعاد عبد الرحيم), née le 16 décembre 1964 à Sfax, est une femme politique tunisienne. Elle est maire de Tunis du 3 juillet 2018 au 8 mars 2023, et la première femme à exercer cette fonction.

## Formation
Souad Abderrahim est originaire de Métouia et membre d'une fratrie de sept enfants. Elle est élève au lycée Khaznadar en banlieue de Tunis, elle porte le voile pendant ses années d'études à la faculté de médecine de Monastir. Elle commence à militer et à rencontrer des activistes comme Ajmi Lourimi, devenu plus tard membre du bureau politique d'Ennahdha. Elle devient par ailleurs membre du bureau exécutif du syndicat islamiste de l'Union générale tunisienne des étudiants (UGTE).
Son implication militante lui vaut quinze jours d'emprisonnement en 1985, alors qu'elle tente de calmer une violente querelle entre étudiants. Elle est contrainte de quitter la faculté et reprend plus tard des études de pharmacie à Monastir. En 1991, à la décision du retrait du visa de l'UGTE, elle entame un parcours de militante et commence à déranger les détenteurs du pouvoir de l'époque : son activisme lui vaut l'arrestation et l'emprisonnement en tant qu'opposante du régime. À cette époque, elle abandonne le hidjab.
Elle obtient son diplôme de pharmacie en 1992. Elle quitte alors son voile et devient dirigeante d'un grossiste en produits pharmaceutiques à Tunis.

## Militantisme
Elle ne se lance dans la vie associative et l'activité politique qu'après la révolution du 14 janvier 2011.
Elle rejoint le parti islamiste Ennahdha, à la suite d'une réunion de l'UGTE, qu'elle préside et où des personnalités du parti sont présentes. Le bureau politique d'Ennahdha la contacte alors pour la faire entrer dans le parti dont elle est considérée comme la vitrine au niveau international.

## Carrière politique

### Constituante

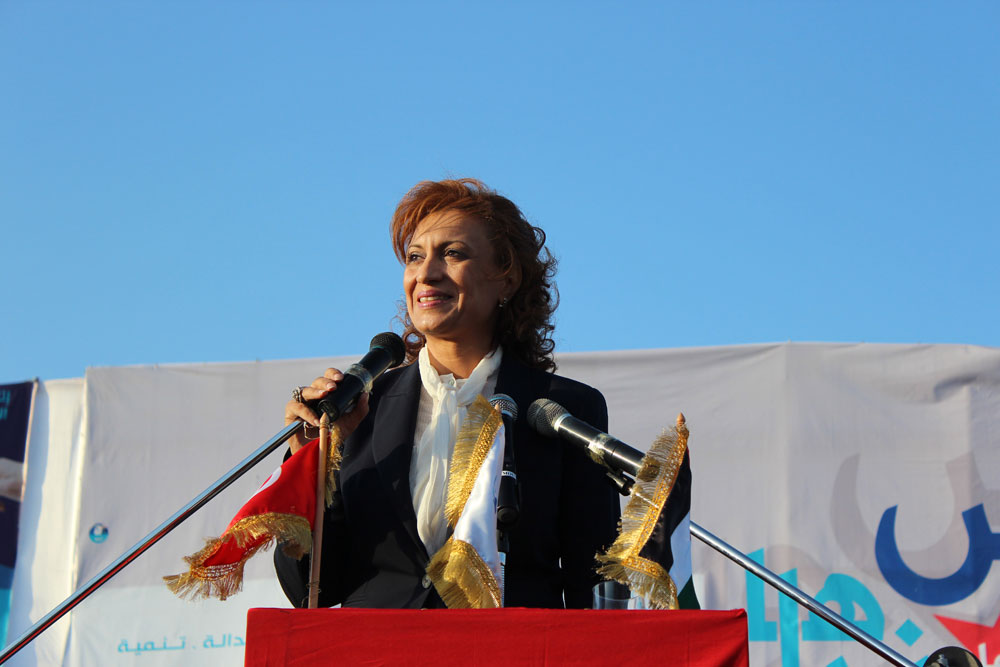
Souad Abderrahim durant un meeting de campagne à Ben Arous, en octobre 2011.

Elle est élue le 23 octobre 2011 à l'assemblée constituante, représentant Ennahdha dans la deuxième circonscription de Tunis où elle est tête de liste. Elle préside la commission parlementaire sur les droits de l'homme et les libertés.
Le 9 novembre 2011, elle déclare lors d'un débat sur Monte Carlo Doualiya que les libertés doivent être « encadrées par les coutumes, les traditions et le respect des bonnes mœurs » ; elle illustre son propos en dénonçant les mères célibataires, « une infamie, une plaie pour la société tunisienne », qui « ne devraient pas aspirer à un cadre légal qui protège leurs droits ». Elle est alors surnommée « Souad Palin », en référence à Sarah Palin, égérie de la droite conservatrice américaine.
Après ces propos sur les mères célibataires, elle se fait agresser le 22 novembre 2011 devant le siège de l'assemblée constituante. Elle s'est par ailleurs excusée de ses déclarations.
Elle porte plainte contre Jalel Brick, « Facebooker » tunisien, qu'elle accuse de diffamation en l'insultant et en attentant à son honneur sur les réseaux sociaux. Le ministère public enregistre la plainte, estime qu'elle est recevable et demande à la brigade criminelle de Tunis de mener son enquête.
En 2017, elle intègre le bureau politique d'Ennahdha même si elle ne se considère pas comme islamiste mais comme indépendante.

### Maire de Tunis
Elle est candidate d'Ennahdha à la mairie de Tunis lors des élections municipales de 2018. Le 3 juillet, après la réunion du Conseil municipal où elle obtient 26 voix (contre 22), elle devient la première femme maire de Tunis,,.
Le 8 mars 2023, le président Kaïs Saïed annonce la dissolution de tous les conseils municipaux, ce qui met un terme au mandat d'Abderrrahim.

## Distinctions
- Chevalier de l'Ordre tunisien du Mérite (2014)[14].

## Vie privée
Abderrahim est mariée à Anouar Landa, gérant de société spécialisée dans les logiciels de pharmacie. Le couple a deux enfants : Samy et Nourhene,,.